# Бриджмен, Джордж
Джордж Бриджмен (англ. George Brant Bridgman; 1865—1943) — американский художник канадского происхождения, писатель и педагог, в течение 45 лет преподававший анатомию в рисовании в Лиге студентов-художников Нью-Йорка. Был автором ряда книг по анатомии в рисовании. Член Канадской королевской академии искусств (англ. Royal Canadian Academy of Arts).

## Биография
Родился в 1865 году (по другим данным в 1864 году) в городе Smithville провинции Онтарио, Канада, в семье John Wesley Bridgman и Mary Hannah Brant.
В юности изучал искусство у художника и скульптора Жана-Леона Жерома в Школе изящных искусств в Париже и позже — у Гюстава Буланже.
Большую часть своей жизни Бриджмен жил в Нью-Йорке, где преподавал анатомию и рисунок в Лиге студентов-художников Нью-Йорка. Его преемником в Лиге стал Роберт Хейл (англ. Robert Beverly Hale).
Среди многих сотен студентов Джорджа Бриджмена были — американский карикатурист Уилл Айснер, считающийся одним из «отцов» современного комикса; Норман Роквелл, художник, на протяжении четырёх десятилетий иллюстрировавший обложки журнала The Saturday Evening Post; Макс Флейшер, один из создателей графической анимации; выдающийся американский художник Джексон Поллок и другие.
Умер Бриджмен в 1943 году в Нью-Йорке.
Был женат с 1893 года на Helene L. Ruppersberg, у них были дети, родившиеся в Нью-Йорке:
- Edward C. Bridgman (род. 1895);
- Jean Bridgman (род. 1898);
- George K. Bridgman (род. 1899).